# STS-111

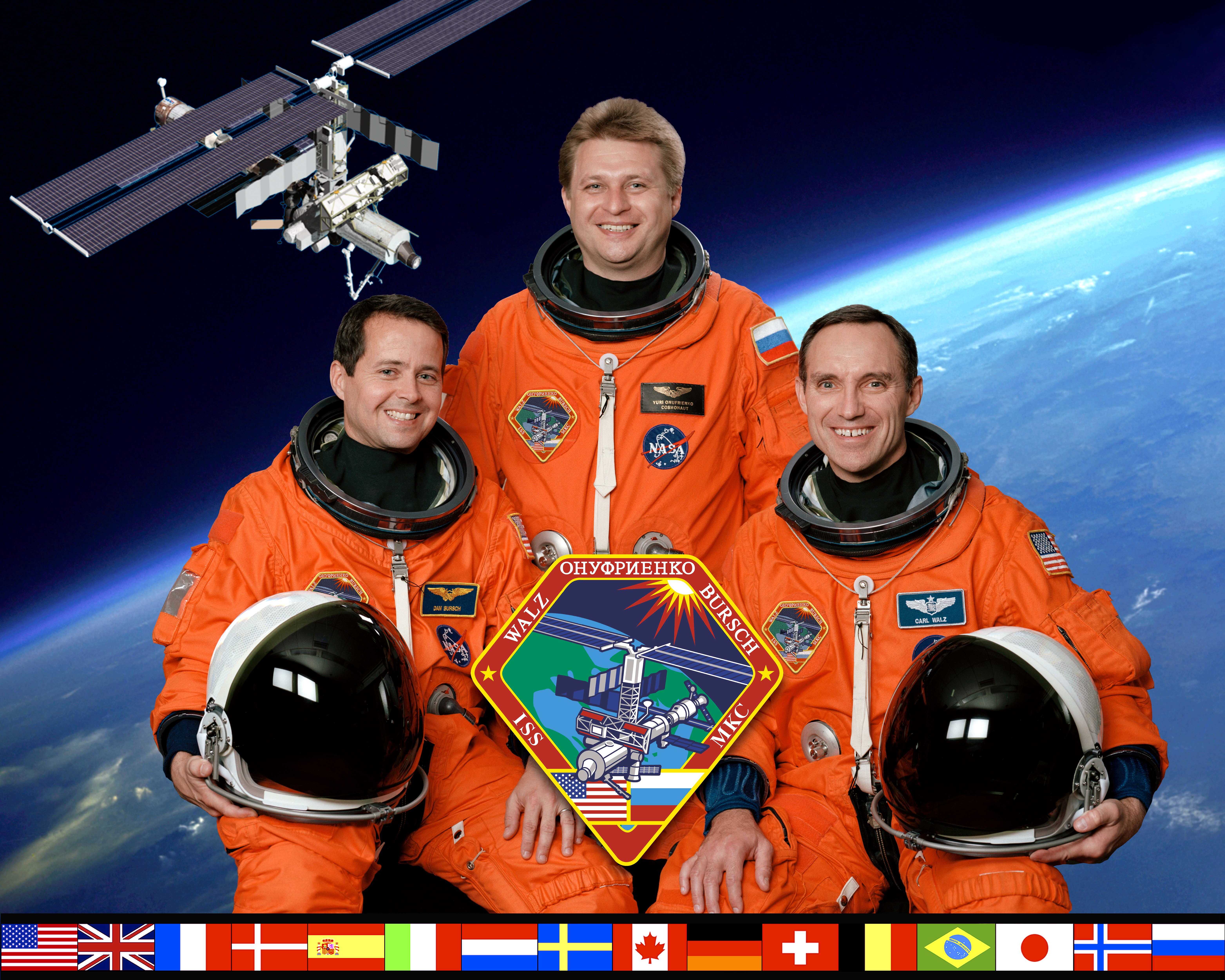
Equipaggio dell’Expedition 4

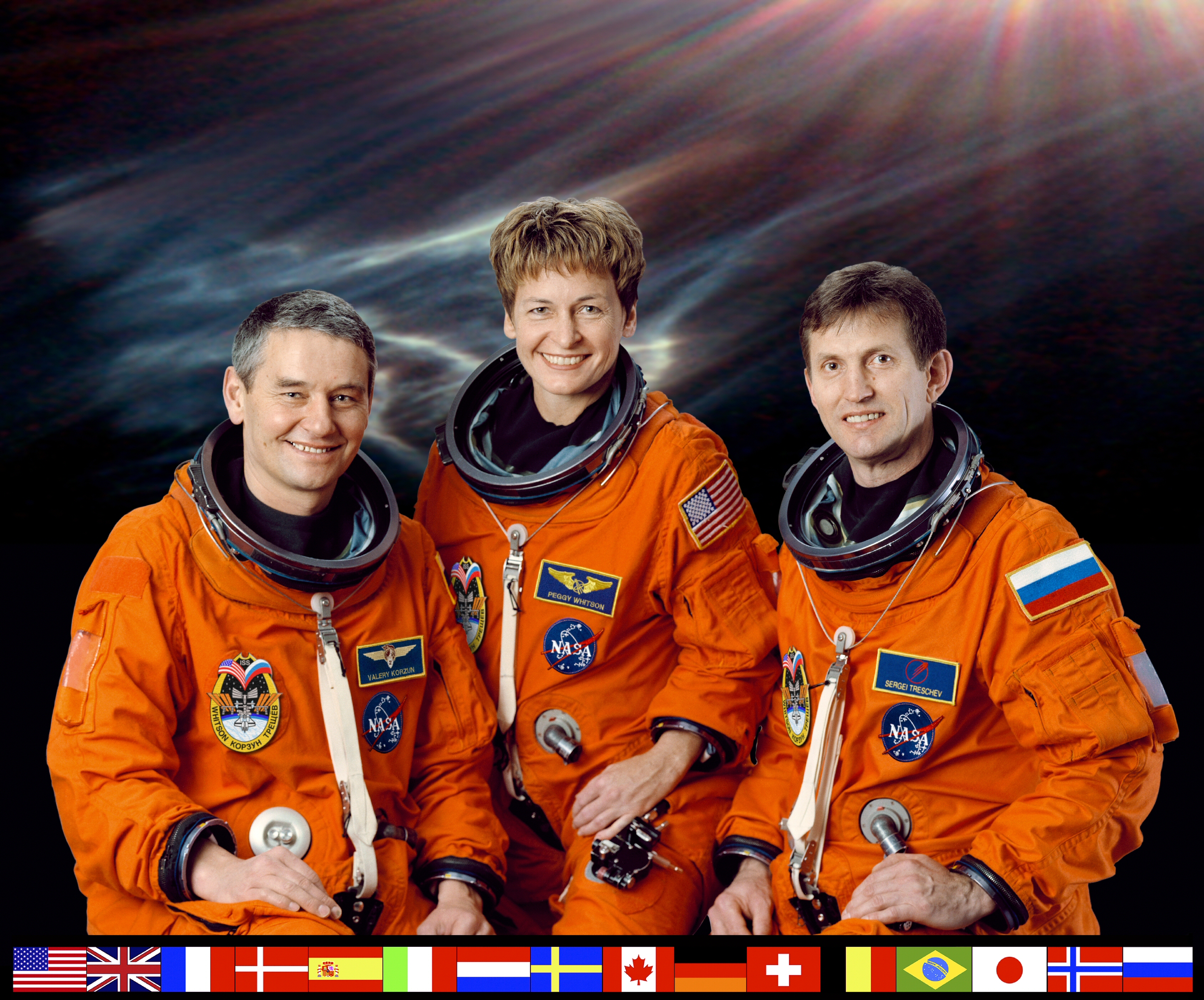
Equipaggio dell’Expedition 5

La STS-111 è una missione spaziale del Programma Space Shuttle.

## Equipaggio
- Comandante: Kenneth Cockrell (5)
- Pilota: Paul Lockhart (1)
- Specialista di missione: Franklin Chang-Diaz (7)
- Specialista di missione: Philippe Perrin (1)

### Equipaggio in partenza per la ISS (Expedition 5)
- Comandante ISS Expedition 5: Valerij Grigor'evič Korzun (2)
- Ingegnere di volo ISS: Peggy Whitson (1)
- Ingegnere di volo ISS: Sergej Evgen'evič Treščëv (1)

### Equipaggio di rientro dalla ISS (Expedition 4)
- Comandante ISS Expedition 4: Jurij Ivanovič Onufrienko (2)
- Ingegnere di volo ISS: Carl Walz (4)
- Ingegnere di volo ISS: Daniel Bursch (4)

Tra parentesi il numero di voli spaziali completati da ogni membro dell'equipaggio, inclusa questa missione.

## Parametri della missione
- Massa:
  - Navetta al lancio: 116.523 kg
  - Navetta al rientro: 99.385 kg
  - Carico utile: 12.058 kg
- Perigeo: 349 km
- Apogeo: 387 km
- Inclinazione: 51,6°
- Periodo: 91,9 minuti

### Attracco con l'ISS
- Aggancio: 7 giugno 2002, 16:25 UTC
- Sgancio: 15 giugno 2002, 14:32 UTC
- Durata dell'attracco: 7 giorni, 22 ore e 7 minuti

### Passeggiate spaziali
- Chang-Diaz e Perrin  - EVA 1
  - Inizio EVA 1: 9 giugno 2002 - 15:27 UTC
  - Fine EVA 1: 9 giugno 2002 - 22:41 UTC
  - Durata: 7 ore e 14 minuti
- Chang-Diaz e Perrin  - EVA 2
  - Inizio EVA 2: 11 giugno 2002 - 15:20 UTC
  - Fine EVA 2: 11 giugno 2002 - 20:20 UTC
  - Durata: 5 ore
- Chang-Diaz e Perrin  - EVA 3
  - Inizio EVA 3: 13 giugno 2002 - 15:16 UTC
  - Fine EVA 3: 13 giugno 2002 - 22:33 UTC
  - Durata: 7 ore e 17 minuti